# Neominthoidea trinidadensis
Neominthoidea trinidadensis là một loài ruồi trong họ Tachinidae.